# Torsten Rantzén
Torsten Leonard Rantzén, född 6 oktober 1889 i Undenäs församling, Skaraborgs län, död 11 mars 1955, var en svensk musikdirektör och tonsättare.
Rantzén, som var son till en folkskollärare, avlade organistexamen vid Musikkonservatoriet i Stockholm 1909, musiklärarexamen 1911 och kyrkosångarexamen 1912. Han var organist och musiklärare i Åhus 1912–1922, blev organist i Alingsås 1922 och var musiklärare där från 1923. Han var vice dirigent för Svenska Sångarförbundets representationskör vid konsertturné i USA 1938, andre förbundsdirigent i Svenska Sångarförbundet, förste förbundsdirigent i Västergötlands sångarförbund, ledamot av centralstyrelsen för Musiklärarnas Riksförbund, ordförande i förbundets västra krets och i Alingsås konstförening. Han utgav 15 häften romanser och sånger, tonsättningar för manskör och blandad kör, komponerade kantater, sånger och melodram med orkester. Han invaldes som associé av Kungliga Musikaliska Akademien 1949.